# Liste der Naturdenkmale in Warburg
Die Liste der Naturdenkmale in Warburg nennt die Naturdenkmale in Warburg im Kreis Höxter in Nordrhein-Westfalen.

## Naturdenkmale
| Nummer | Bezeichnung                          | Gemarkung  | Flurstück  | Lage                                                                                                   | Bemerkung | Bild |
| ------ | ------------------------------------ | ---------- | ---------- | --- | --------- | ---- |
| 27     | 1 Linde                              | Warburg    | 18;150     | Auf dem Burgfriedhof vor der Erasmus-Kapelle. 51° 29′ 12,1″ N, 9° 8′ 42,4″ O                           |           |      |
| 28     | 1 Linde                              | Ossendorf  | 1;378      | Am nördlichen Ortsausgang über einem Bildstock. 51° 30′ 56″ N, 9° 5′ 10,8″ O                           |           |      |
| 29     | „Friedenslinde von 1871“             | Warburg    | 19;51      | Auf dem Brüderfriedhof. 51° 29′ 13,6″ N, 9° 8′ 48,5″ O                                                 |           |      |
| 30     | 1 Linde                              | Scherfede  | 5;473      | Über einem Heiligenhäuschen am Gemeindeplatz, südlich der B 68. 51° 31′ 53,1″ N, 9° 1′ 51,6″ O         |           |      |
| 31     | Buntsandsteinwand                    | Scherfede  | 2;358      | Am Buswendeplatz in Hardehausen. 51° 32′ 56,4″ N, 8° 59′ 46,1″ O                                       |           |      |
| 59     | Basaltbruch Dörenberg                | Daseburg   | 1;109      | Nordwestlich von Daseburg an der K 15. 51° 30′ 56,9″ N, 9° 12′ 37,4″ O                                 |           |      |
| 61     | Sommerlinde                          | Dalheim    | 3;28       | Über einem Kreuz am Totenweg am südlichen Ortsrand. 51° 28′ 48,3″ N, 9° 11′ 14,1″ O                    |           |      |
| 62     | 1 Kastanie                           | Welda      | 2;79       | Über einem Bildstock, etwa 1,5 km nördlich von Welda. 51° 27′ 52,7″ N, 9° 6′ 33,6″ O                   |           |      |
| 63     | Birken-Heidewald                     | Germete    | 3;100 tlw. | 700 m südöstlich von Germete am Nordhang des Wormelner Berges 51° 28′ 48,2″ N, 9° 7′ 7,7″ O            |           |      |
| 64     | Sommerlinde                          | Hohenwepel | 4;339      | Über einem Kreuz, etwa 300 m östlich des Dorfes am Weg nach Großeneder. 51° 32′ 12,1″ N, 9° 8′ 21,3″ O |           |      |
| 65     | 1 Eiche                              | Bonenburg  | 1;590      | Über einem Steinkreuz, 900 m nördlich des Dorfes. 51° 34′ 9,1″ N, 9° 2′ 50,7″ O                        |           |      |
| 66     | Buntsandsteinbruch mit Wasserstauung | Scherfede  | 10;63      | Am Osthang des Hammerbachtales im Wisentgehege Hardehausen. 51° 32′ 3,1″ N, 9° 0′ 14″ O                |           |      |
| 67     | 2 Felsklippen „Adam und Eva“         | Scherfede  | 13;120     | Westlich Scherfede im Stadtwald Warburg. 51° 31′ 37,6″ N, 8° 59′ 29,4″ O                               |           |      |